# These Are My Twisted Words
«These Are My Twisted Words» — песня британской рок-группы Radiohead, выпущенная в виде свободно загружаемого сингла на официальном сайте группы 17 августа 2009 года.

## Релиз
12 августа 2009 года песня утекла в Сеть через BitTorrent. Сопровождавший композицию текстовый файл содержал загадочное стихотворение, упоминание даты 17 августа и несколько раз повторяющуюся фразу "Wall of Ice". В файле также обнаружилось ASCII-изображение, сходное с тем, что было позднее выпущено группой. Возникшие на этой почве спекуляции концентрировались вокруг возможности релиза 17 августа EP под названием Wall of Ice. Вместо этого в этот день гитарист Radiohead Джонни Гринвуд разместил в блоге группы Dead Air Space сообщение, анонсирующее возможность свободной загрузки сингла These Are My Twisted Words с официального сайта или через торрент-сеть Mininova.
Релиз сопровождало множество рисунков Стенли Донвуда и Тома Йорка, которые можно напечатать на кальке и составить в любой узор. Группа никак не прокомментировала первоначальную утечку сингла, авторство и значение сопутствующего стихотворения остаются загадкой. Согласно некоторым слухам, группа по неизвестной причине сама инициировала утечку сингла в Сеть.
Песня впервые была исполнена в живую на фестивале Frequency Festival 22 августа 2009 года.